# Línea A (Tren de Cercanías de Denver)
La Línea A (en inglés: A Line), y también conocida como la University of Colorado A Line, es una línea de tren de cercanías del Distrito Regional de Transporte de Denver, Colorado. La línea opera entre las estaciones Aeropuerto de Denver y Union Station.